# Karl Sutter
Karl Sutter (ur. 10 maja 1914 w Bazylei, zm. 14 września 2003 w Berlinie-Spandau) – niemiecki lekkoatleta, który specjalizował się w skoku o tyczce.
W 1938 zdobył złoty medal mistrzostw Europy. Dwukrotny wicemistrz Niemiec.